# 山重
株式会社山重（やまじゅう）は、パンの製造・販売を行っている会社である。
元々は菓子製造を行っていたが、時代の変化を受け、1963年（昭和38年）からパン製造も始める。
現在は店舗や工場を営業する傍ら、JR東日本やスーパーへも商品を卸している。

## 沿革
- 1864年（元治元年） - 山崎重助（創業者）、「山重飴屋」として創業（のち分水町となる地に）。
- 1963年（昭和38年） - 合資会社山重製菓所設立。パン製造開始。
- 1979年（昭和54年） - 「やきたてパンの店 パオ」1号店を分水町（現・燕市）にオープン。
- 2006年（平成18年） - 石窯パン工房 サフラン 女池店オープン。
- 2009年（平成21年） - 株式会社山重として改組。石窯パン工房 サフラン 青山店オープン。